# أليكسا ماكدونو
أليكسا آن ماكدونو (حاصلة على وسام كندا) (تاريخ الميلاد: 11 أغسطس،1944): هي سياسية كندية أصبحت أول سيدة تتولى زعامة حزب سياسي رئيسي معروف في كندا وذلك حينما تم انتخابها كزعيمة حزب نوفا سكوشا الديموقراطي الجديد في الثمانينات. وهي عضو الهيئة التشريعية بنوفا سكوشا من أعوام 1984 حتى 1994 حيث تمثل دوائر هاليفكس شيبكتو وهاليفكس فيرفيو الانتخابية. وتنحت عن منصبها كزعيمة لحزب نوفا سكوشا الديموقراطى الجديد وكعضو الهيئة التشريعية في عام 1994، ثم رشحت نفسها لزعامة الحزب الديموقراطي الفيدرالي الجديد وتم انتخابها عام 1995 كزعيمة للحزب الديموقراطي الفيدرالي الجديد. ثم تم انتخابها عضوًا في البرلمان عن دائرة هاليفكس الانتخابية الفيدرالية عام 1997. ثم تنحت عن منصبها كزعيمة للحزب عام 2003، لكنها استمرت كعضو برلماني لفترتين أخرتين حتى اعتزلت العمل السياسي تمامًا عام 2008. وفي عام 2009، أصبحت رئيسة مؤقتة لجامعة جبل سانت فنسنت، وعينت كضابط لوسام كندا في ديسمبر من نفس العام.

## المراحل العمرية الأولى والتعليم
ولدت ماكدنو لألكس آن شو في أوتاوا، أونتاريو عام 1944، ووالداها هما جين ماكينون ولويد روبرت شو ووالدها رجل أعمال ثري التزم بالسياسة التقدمية. وكان أول مدير أبحاث سابق للحزب الديموقراطي الجديد، واتحاد الكومنولث التعاوني الوطني، وكان من أوائل الداعمين الماليين للحزب الديموقراطي الجديد عند تشكيله عام 1961.
اشتركت ماكدونو في الأنشطة الاجتماعية في سن مبكرة حينما تزعمت مجموعة الشباب في الكنيسة في سن الرابعة عشر في نشر أوضاع أفريكفيل، وهي ضاحية ذات دخول منخفضة في هاليفكس، وكانت قد التحقت بجامعة كوينز في كينج ستون، أونتاريو، وهي المدرسة لأم لعائلتها. وانتقلت بعد عامين إلى جامعة دالهاوسي في هاليفاكس حيث حصلت على درجة البكالوريوس في علم الاجتماع وعلم النفس عام 1965. وأصبحت أخصائية اجتماعية، وخلال الانتخابات العامة لنوفا سكوشا عام 1970عملت في حزب الأحرار لدى جيرالد ريجان حيث كانت تكتب برنامج السياسة الاجتماعية للحزب. وسرعان ما أصبحت على وفاق تام مع ريجان والأحرار، وانضمت للحزب الديموقراطي الجديد عام 1974.

## قيادة المقاطعات
كان أول اتصال لماكدونو بالسياسة الانتخابية خلال الانتخابات الاتحادية لعامي 1979 و1980. ولم تحقق نجاحًا خلال العمليتين الانتخابتين في دائرة هاليفاكس. وفي الانتخابات الاتحادية التي تمت عام 1980، خسرت أمام زعيم نوفا سكوشا السابق جيرالد ريجان، وهو نفس السياسى الذي ساندته عام 1970.
بعد الانتخابات الإتحادية لعام 1980 مباشرة، في الربيع، تنحى جيرمي أكريمان، كزعيم للحزب الديموقراطي الجديد بنوفا سكوشا. وفي هذا الوقت، كان هناك شقاق متزايد بين جزيرة كيب بريتون والبر الرئيسي جناحي الحزب. وقد تفجر هذا الشقاق في يونيو حينما تم طرد بول ماك أيوان – عضو الجمعية التشريعية بالحزب الديموقراطي الجديد عن جزيرة كيب بريتون بنوفا سكوشا - من الحزب بسبب تصريحاته العلنية المستمرة بشأن الخلافات الداخلية للحزب، متضمنة التلميح بأن جيرمي أكريمان استقال بسبب بعض «العناصر التروتسكية» في مجلس المقاطعات الذي كان معظمه من البر الرئيسي، ولجعل الموقف أكثر سوءًا بالنسبة للزعيم الجديد، صوت أربع أعضاء من الجمعية التشريعية للحزب الديموقراطي الجديد، جميعهم من الدوائر الانتخابية بجزيرة كيب بريتون، بعدد 3 أصوات مقابل واحد للإبقاء عليه في اللجنة الحزبية مع لين.جيه.أرسنولت عضو الجمعية التشريعية بشمال كيب بريتون-حيث كان هو الصوت السلبي الوحيد. وكانت مسألة استبعاد بول ماك إيوان واحدة من القضايا المهيمنة خلال سباق الزعامة التي هوت.
في أواخر سبتمبر، تم تعيين جيمي أكريمان في وظيفة حكومية عليا تطلبت منه الاستقالة من الجمعية التشريعية وإنهاء عضويته في الحزب الديموقراطى الجديد. وتم تعيين بادي ميسشرن - مرشح لزعامة الحزب، وعضو الجمعية التشريعية لمركز كيب بريتون- كرئيس مؤقت في 2 أكتوبر من نفس العام.
على الرغم من هذه المعارك الضروس، وعدم الحصول على مقعد في مجلس نواب نوفا سكوشا، قررت ماك دونو دخول سباق الزعامة. وكان المرشح الآخر في السباق الذي يحل محل جيرمي أكريمان هو أرسنولت. وانعقدت الانتخابات في هاليفاكس، وأجرى تصويت على زعامة الحزب في 16 نوفمبر 1980. وحصلت ماكدونو على 237 صوت مقارنة بأرسنولت الذي حصل على 42 صوت، وبادي ميسشرن مما منحها أول فوز انتخابي ساحق. ونتيجة لهذا الانتصار، أصبحت أول امرأة في كندا تتزعم حزب سياسي رئيسي معروف.
كان أول قرار لها هو تسوية المسألة الخاصة بماك إيوان. وفي 9 ديسمبر عام 1980، استطاعت أن تجعل منافسيها السابقين على زعامة الحزب أن يصوتوا على إبعاد ماك إيوان من اللجنة الحزبية والحزب. ولإنه لم يكن لديها مقعد بمجلس النواب بنوفا سكوشا، فلم يترك سوى مقعدين للحزب، لإن ماك إيوان أصبح مستقل، وأضحى مقعد أكريمان شاغرًا بسبب استقالته. وظلت ماكدونو لعام كامل تجلس في قاعة الزوار بمجلس النواب حتى استطاعت أن ترشح نفسها لمقعد في الانتخابات العامة بنوفا سكوشا عام 1980. وخاضت ماكدونو أول انتخابات للمقاطعات كزعيمة في انتخابات هاليفكس حيث كان الليبراليين والمحافظين متساويين تقريبًا في من ناحية تأييد المصوتين، وكان الحزب الديموقراطي الجديد بعيدًا في المركز الثالث في الانتخابات السابقة. وفازت بمقعدها، وهو أول مقعد للحزب الديموقراطي الجديد في البر الرئيسي بنوفا سكوشا، ولكن الحزب الديموقراطي الجديد قد خسر كل مقاعده في جزيرة كيب بريتون. وقضت ماكدونو الثلاث السنوات التالية كالديموقراطية الجديدة الوحيدة، والسيدة الوحيدة في مجلس النواب. وقضت على شبكة الرفاق القدامى التي تغلغلت داخل سياسات نوفا سكوشا في ذلك الوقت من خلال محاولة تفكيك «نظام المحاباة الراسخ» في المقاطعة.
كانت ماكدونو تتمتع بشعبية كبيرة في أنحاء نوفا سكوشا، فقد كانت باستمرار على رأس المرشحين في استطلاعات زعامة الحزب، ولكن شعبيتها لم تنتقل إلى بقية الحزب. وقد ترأست زعامة الحزب خلال ثلاثة انتخابات أخرى، وكونت بعدها اللجنة الحزبية بما لا يزيد عن ثلاثة أعضاء، وجميعهم من البر الرئيسي، متضمنة زعيم الحزب الديموقراطى الجديد في المستقبل بنوفا سكوشا؛ روبرت تشيشولم. وبعد أن أمضت أربعة عشر عامًا كزعيمة للحزب الديموقراطي الجديد- وهو ما جعلها في ذلك الوقت أول زعيمة لحزب سياسيى معروف تمضى أطول فترة في خدمة الحزب. ثم تنحت عن زعامة الحزب في 19 نوفمبر 1994. وتولى زعامته كرئيس مؤقت جون هولم – عضو الجمعية التشريعية بساكفيل كوبكويد .حتى تم انتخاب تششولم كزعيم للحزب عام 1996.

## قيادة الاتحاد
حينما كان حظ الحزب الديموقراطى الجديد بنوفا سكوشا يزداد تدريجيا خلال منتصف التسعينيات، لم يكن هذا الأمر ينطبق على نظيره الاتحادي. فلم تكن الانتخابات الكندية الاتحادية عام 1993 سوى كارثة تامة للحزب الديموقراطي الجديد. ففي ظل قيادة أودري ماكلولين قاسى الحزب من أسوأ هزيمة منذ أواخر الخمسينيات من حيث المقاعد حينما كان يطلق عليه حينها اتحاد الكومنولث التعاوني. وعند النظر إلى التصويت الشعبي، نرى أنها كانت أسوأ انتخابات على الإطلاق لحزب ديموقراطي اجتماعى اتحادي في القرن العشرين حيث 7% فقط من التصويت. فلم يحظى الحزب بسوى 9 مقاعد أي أقل من الإثني عشر مقعد اللازمين للحصول مركز الحزب الرسمي في مجلس العموم، وكل التمويل الإضافي، والأبحاث، وأماكن العمل، وامتيازات فترات الأسئلة التي يحصل عليها.
بعد انتخابات 1993، شرع الحزب في إصلاح سياساته وأهدافه، حيث أعلنت ماكلولين في 18 أبريل، 1994 أنها ستتنحى عن زعامة الحزب بحلول 1996. وواجهت ماكلولين مشاحنات داخلية مشابهة لتلك التي حدثت داخل الحزب علم 1980، مما جعلها لتعجل برحيلها من نهاية 1996 إلى نهاية 1995. ومع الأحوال الداخلية للحزب والذي أقل ما توصف به أنها أجواء سامة، دخلت ماكدونو سباق الزعامة في ربيع. وكانت 1995. وكانت الظروف مشابهة لتلك التي واجهتها في حملتها الأولى لقيادة الحزب عام 1980؛ حزب منقسم يدمر ذاته. ومع ذلك، ما يعوق الحزب هو حكومة الحزب الديموقراطي الجديد التي لا تحظى بشعبية في أونتاريو وكولومبيا البريطانية. بل إن الحزب عاني من خسائر شديدة في تلك المقاطعتين على المستوى الفيدرالي عام 1993 حيث خسر كل أعضاء البرلمان في أونتاريو، وجميعهم فيما عدا إثنين في كولومبيا البريطانية؛ أي أكثر من نصف المجموعة الحزبية.
قبل انتخابات رئاسة الحزب الديموقراطي الجديد في 14 أكتوبر عام 1995، كان ينظر إليها على أنها متخلفة عن منافسيها الكبار سفند روبنسن ولورن نيستروم، ولكنها حصلت على المركز الثاني في الاقتراع الأول متقدمة على نيستروم بأصوات توزعت على ثلاثة أقسام. وبالرغم من حصول روبنسن على المركز الأول، إلا انه شعر أن معظم مؤيدي نيستروم ستذهب أصواتهم إلى ماكدونو في الاقتراع الثاني مما يمنحها الفوز في الانتخابات. وهكذا، تنازل لصالح ماكدونو قبل إجراء الاقتراع الثاني. وبموقف نيستروم، أشيد بماكدونو كزعيمة الحزب الجديدة. وأصبحت أول في كندا الأطلسية يتزعم حزب رئيسي منذ تقاعد روبرت ستانفيلد –زعيم المحافظين والتقدميين في عام 1976. وعلى غير عادة زعماء الأحزاب الكبيرة، فلم يكن لديها أحد قد استقال من أعضاء البرلمان، لذا فيمكنها دخول البرلمان عن طريق انتخابات فرعية حيث اختارت الترشح لثالث مرة في دائرتها الانتخابية بهاليفكس في الانتخابات العامة التالية.
في انتخابات عام 1997- الأولى بالنسبة لها كزعيمة-فاز الحزب ب21 مقعد، وهو بمثابة إنجاز تاريخي في المقاطعات الأطلسية؛ وهو إقليم لم يفوز سوى بثلاثة مقاعد في تاريخه قبل ام 1997، وحققت ماكدونو لنفسها فوز بنحو 11.000 صوت حيث دفعت بماري كلنسي اليبرالية إلى المركز الثالث، واستمرت بالفوز لثلاث مرات متتالية حتى اعتزلت العمل السياسي عام 2008.
خلال الأعوام القليلة التالية، أثارت زعامة ماكدونو جدلأ كبيرًا. فلم يكن قادة الاتحاد متحمسون في تأييدها مهددين بالتخلي عن الحزب، وبخاصة باز هاجروف - رئيس نقابة عمال السيارات. فقد كان ينظر إليها داخل الحزب على أنها تحاول جذب الحزب نحو مركز الانتماءات السياسية- لسياسة الطريق الثالث لـتوني بلير، على الرغم من أنها حاولت في خطابها بالحزب في 1999 بشأن الاتفاقية المتعلقة بسياسة أوتاوا أن تنأى بنفسها عن سياسات " الطريق الثالث" بقولها: "ينبغي علينا أن ترسم طريقًا جديدًا للكنديين ليسيروا على دربه في القرن الحادي والعشرين، ليس طريقًا قديمًا، ولا طريقًا ثالثًا؛ وإنما طريق خاص بكندا ذاتها. وتم الامتناع عن التصويت بشأن مشروع قرار لتبني سياسات الطريق الثالث في البرنامج الحزبي، حيث عارضها العديد من قادة الاتحاد بجانب معارضتهم "للطريق الخاص بكندا".
كان التحالف الكندي- تحت قيادة زعيمه الجديد ستوكويل داي-يمثل تحديًا جديدًا للحزب الديموقراطي الجديد الذي تتزعمه ماكدونو. وخوفًا من احتمالية وجود حكومة تحالف، تحول العديد من مؤيدي الحزب الديموقراطي الجديد إلى تأييد الأحرار. وبالمثل، فقد تحول اثنين من أعضاء البرلمان بالحزب الديموقراطي الجديد وهما ريك لالبيرت وأنجيلا فاوتور إلى تجمعات حزبية أخرى، مما أدى إلى خفض عدد التجمع الحزبي إلى 19 مقعد. وفي الانتخابات الاتحادية عام 2000، اختفظ الحزب ب13 مقعد فقط، و8.5 من التصويت الشعبي، ووصل إلى أقل مستوى له في التاريخ من حملة 1993. والتعزية الوحيدة للحزب ولماك دونو من حملة 2000 هي احتفاظهم بمركز الحزب الرسمي في مجلس العموم (بالكاد)، على العكس من ماكلولين عام 1993.
بعد الأداء المخيب للآمال في الانتخابات الاتحادية عام 2000، كانت هناك دعاوي مرة أخرى لتجديد الحزب. فقد أدرك بعض الناشطين بالحزب أنه ينبغي أن ينتقل الحزب إلى مركز النسيج السياسي المتنوع ورغبوا في تغيير ذلك بجلب نشطاء اجتماعيين/ وسياسيين من خارج العملية البرلمانية. وأطلقوا على حركتهم مبادرة السياسات الجديدة. وأرادت مجموعة أخرى تدعى نهضة الحزب الديموقراطي الجديد - إصلاح الهياكل الداخلية للحزب بجانب بعض التغيرات الإجرائية على كيفية انتخاب زعماء الحزب، وتحجيم سيطرة النقابات العمالية في الحزب. وقد عارض مقترح مبادرة السياسات الجديدة لخلق حزب جديد من أنقاض الحزب الديموقراطي الجديد كل من ماكدونو وزعيم الحزب السابق إيد برودبنت. وأسقط مشروع القرار بهامش ضئيل من التصويت حينما تم تقديمه في اجتماع الحزب بويبنيبج في نوفمبر 2001. وتم تمرير قرار مجموعة نهضة الحزب الديموقراطي الجديد؛ نظام انتخابات قائم على أساس صوت واحد للشخص الواحد، متضمنًا نص للحد من الحصة المخصصة للعمال في صناديق الاقتراع إلى 25%، وفي هذا الاجتماع أيضًا تغلبت ماكدونو على تحديًا لقيادتها من أحد أعضاء التجمع الحزبي الاشتراكي -مارشيل هاتس- الذي كان أيضًا مساندًا لمبادرة السياسات الجديدة.
كانت القضية التي سلطت الضوء على زعامة ماكدونو -خلال نهاية مسيرتها السياسية- هي الحرب ضد الإسلاموفوبيا والمشاعر المعادية للعرب التي اجتاحت كندا والولايات المتحدة في أعقاب هجمات الحادي عشر من سبتمبر 2001. فقد قادت حملة على الساحة الوطنية لعودة ماهر عرار، وهو كندي عريى أعتقله مسئولو الحدود بالولايات المتحدة عن طريق الخطأ كأحد الإرهاببين استنادًا على معلومة خاطئة من جهاز المخابرات الكندية. وقادت ماكدونو حملات خلال عامي 2002 و2003 لإطلاق سراحه. وحينما تم الإفراج عنه، انضمت زوجته - منية مازيغ ألى الحزب الديموقراطي الجديد، وأصبحت مرشحة لهم في الانتخابات الاتحادية عام 2014 إقرار بالعرفان للدعم الذي أظهرته ماكدونو والحزب لها ولزوجها.
بفوز بريان ماسي في الانتخابات الفرعية عام 2002 في دائرة وندسور وست، إزدادت المجموعة الحزبية لتصل إلى 14 عضوًا. وبعد انقضاء عدة أسابيع- في 5 يونيو 2002- استغلت ماكدونو هذا التحول الإيجابي في المصالح الانتخابية لتعلن تنحيها عن زعامة الحزب الديموقراطي الجديد. وفي 25 يناير 2003، وأثناء انتخابات تورنتو خلفها جاك لايتون. وأعيد انتخابها في البرلمان في الانتخابات الفيدرالية عام 2004، ومرة أخرى عام 2006. وفي حكومة الظل للحزب الديموقراطي الجديد، عملت ماكدونو كناقدة للتنمية الدولية، والتعاون الدولي، والدعوة إلى السلام.

## التقاعد
في 2 يونيو، أعلنت ماكدونو أنها لن تترشح في دائرة هاليفكس في الانتخابات، وأعلنت ذلك في فندق لورد نيلسون، وهو نفس المكان الي احتفلت فيه بفوزها كعضو للبرلمان في هاليفكس . وقالت أنها ستستمر كعضو للبرلمان في هاليفكس حتى الانتخابات الاتحادية القادمة.
في 29 يونيو 2009، أعلن عن تعيين ماكدونو كرئيس مؤقت لـجامعة جبل سانت فنسنت في هاليفاكس بـنوفا سكوشا، وبدأ تعيينها لمدة عام في أغسطس 2009. وأعلن في 30 ديسمبر 2009 أنه سيتم تعيينها كظابط لـوسام كندا لعملها الرائد في نوفا سكوشا وكزعيمة للحزب الديموقراطي الجديد. وحصلت على الدكتوراة الفخرية في القانون المدني من جامعة أكاديا بولف فيل – نوفا سكوشا في 13 مايو 2012.

## حياتها الشخصية
كان زواجها الأول من بيتر ماكدونو- محامي بهاليفكس-، وأنجبت منه ولدين؛ جوستن، وترافس. وفي عام 1993، انفصلت عن بيتر ماكدونو، برغم من إدعاؤها بأن عملها السياسي لم يكن له دور في ذلك. وفي عام 1994، وقبل تنحيها مباشرة كزعيمة بنوفا سكوشا، أجرت عملية استئصال للرحم، وانتظرت حتى استردت عافيتها قبل أن تعلن استقالتها. وخلال فترة رئاستها للحزب الديموقرطى الاتحادى الجديد، كانت على علاقة غرامية مع كل من ديفيد ماكدونالد؛ وهو عضو برلمانى لحزب المحافظين التقدميين- بمركز تورنتو-روزيدال ومع أحد الوزراء. وكان ماكدونالد مرشح الحزب الديموقراطي الجديد بمركز تورنتو في انتخابات عام 1997، وفي الانتخابات التي سبقتها، كان من المحافظين التقدميين، وشأنه كشأن أي مرشح من المحافظين التقدميين في أونتاريو عام 1993، فقد هزم في الانتخابات. وانفصل الزوجين قبل الانتخابات الاتحادية عام 2004. وكان محور تركيز ماكدونوبعد تقاعدها هو أحفادها السبعة، وأصدقاءها، وأسفارها.
في 3 مايو 2013، أعلنت ماكدونو بأنه قد شخصت حالتها من خلال تصوير الثدي الشعاعي بأنها تعاني من سرطان الثدي. وتلقت العلاج وهي في حالة جيدة الآن.